# Gaël Querin
Gaël Querin (ur. 26 czerwca 1987) – francuski lekkoatleta specjalizujący się w wielobojach. 
Na trzynastym miejscu ukończył dziesięciobój podczas mistrzostw świata juniorów w Pekinie (2006). W 2009 był ósmy na halowych mistrzostwach Europy oraz dwunasty podczas młodzieżowych mistrzostw Europy. Srebrny medalista uniwersjady. Reprezentował kraj w pucharze Europy w wielobojach oraz stawał na podium mistrzostw Francji. 
Rekordy życiowe: siedmiobój (hala) – 6115 pkt. (8 marca 2015, Praga); dziesięciobój (stadion) – 8194 pkt. (13 sierpnia 2014, Zurych). 

## Osiągnięcia
| Rok  | Impreza                                | Miejsce  | Konkurencja   | Lokata      | Wynik     |
| ---- | -------------------------------------- | -------- | ------------- | ----------- | --------- |
| 2006 | Mistrzostwa świata juniorów            | Pekin    | dziesięciobój | 13. miejsce | 7292 pkt. |
| 2009 | Halowe mistrzostwa Europy              | Turyn    | siedmiobój    | 8. miejsce  | 5886 pkt. |
| 2009 | Młodzieżowe mistrzostwa Europy         | Kowno    | dziesięciobój | 12. miejsce | 7463 pkt. |
| 2011 | Superliga pucharu Europy w wielobojach | Toruń    | dziesięciobój | 3. miejsce  | 7799 pkt. |
| 2011 | Uniwersjada                            | Shenzhen | dziesięciobój | 2. miejsce  | 7857 pkt. |
| 2012 | Mistrzostwa Europy                     | Helsinki | dziesięciobój | 5. miejsce  | 8098 pkt. |
| 2013 | Mistrzostwa świata                     | Moskwa   | dziesięciobój | 25. miejsce | 6846 pkt. |
| 2014 | Mistrzostwa Europy                     | Zurych   | dziesięciobój | 9. miejsce  | 8194 pkt. |
| 2015 | Halowe mistrzostwa Europy              | Praga    | siedmiobój    | 4. miejsce  | 6115 pkt. |